# Camden Town Group

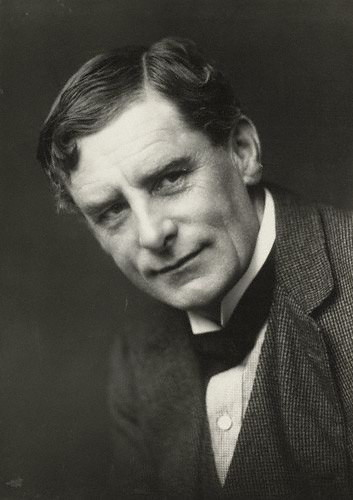
Walter Sickert fotografato da George C. Beresford nel 1911

Il Camden Town Group è stato un gruppo di pittori inglesi post-impressionisti attivo fra il 1911 e il 1913.

## Storia
I membri solevano incontrarsi nello studio del pittore Walter Sickert, leader nominale del gruppo. Lo studio si trovava nella zona di Camden Town, area nord di Londra, e da questo derivò il nome.

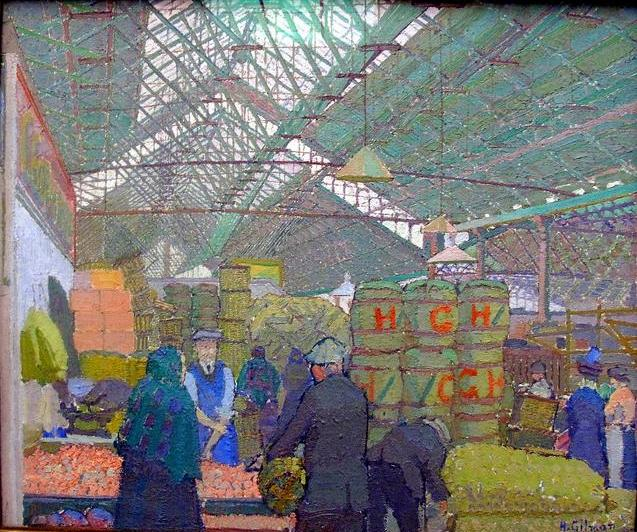
Harold Gilman, ‘’Leeds Market’’, 1913 (Tate - Londra)

I soggetti rappresentati dagli artisti del Camden Town Group nelle loro opere erano tratti dalla vita quotidiana della classe lavoratrice nella Londra fra la fine del XIX secolo e la prima guerra mondiale. Le scene venivano esplorate con nuovi metodi di rappresentazione e interpretate in uno stile post-impressionista, con colori accesi e forme incisive derivanti dall'influenza di artisti come Vincent van Gogh e Paul Gauguin.
Il Camden Town Group organizzò solo tre mostre fra il 1911 e il 1912, ma in quel periodo fu sinonimo di uno sforzo storicamente interessante e artisticamente importante nella storia dell’arte britannica alla vigilia della prima guerra mondiale.
Nel 1913 il gruppo si sciolse e si fuse con altri movimenti, in particolare con il vorticismo, confluendo nel London Group.
Una grande retrospettiva delle opere del Camden Town Group si è tenuta presso la Tate Britain a Londra nel 2008. La mostra incluse però solo una parte dei membri del gruppo.

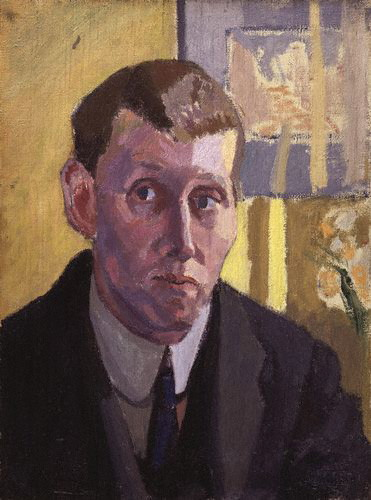
Spencer Frederick Gore, ‘’Autoritratto’’, 1912

## Membri del gruppo
I membri riconosciuti come facenti parte a pieno titolo del Camden Town Group erano:
- Walter Bayes
- Robert Bevan
- Malcolm Drummond
- Harold Gilman
- Charles Ginner
- Spencer Frederick Gore
- Duncan Grant
- James Dickson Innes
- Augustus John
- Henry Lamb

- Wyndham Lewis
- Maxwell Gordon Lightfoot
- James Bolivar Manson
- Lucien Pissarro
- William Ratcliffe
- Walter Sickert
- John Doman Turner

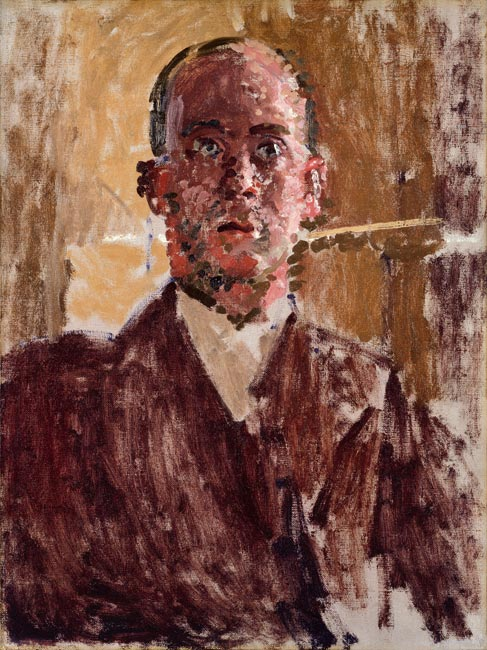
Walter Sickert, ‘’Ritratto di Harold Gilman’’, 1912 (Tate – Londra)>

Al momento della creazione era stato deciso che i membri del gruppo dovevano essere 16, tutti uomini. Pertanto quando Maxwell Gordon Lightfoot morì, fu chiamato a sostituirlo Duncan Grant. 
Benché il Camden Town Group fosse un'associazione di soli artisti uomini, c'erano in realtà anche alcune figure femminili che vi gravitavano attorno, quali le artiste Ethel Sands, Anna Hope Hudson e Sylvia Gosse.

### Libri

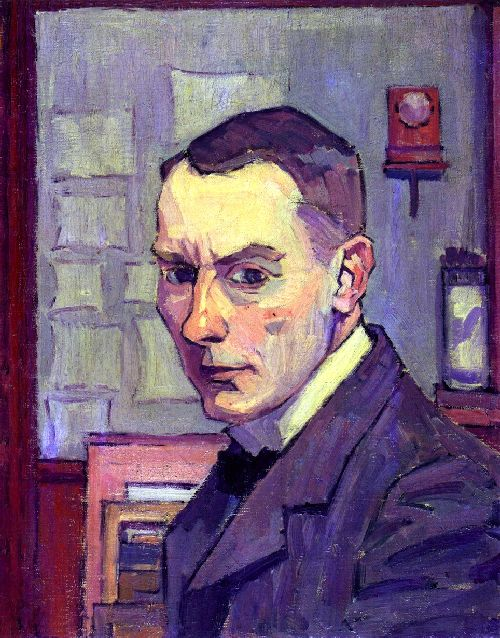
Robert Bevan, ‘’Autoritratto’’, 1913

- Wendy Baron, Perfect Moderns: A History of the Camden Town Group, Ashgate, 2000
- Robert Upstone, Modern Painters: The Camden Town Group, catalogo della mostra, Tate Britain, Londra, 2008

### Articoli
- Ysanne Holt, The Camden Town Group: Then and Now, su tate.org.uk.
- Robert Upstone, Painters of Modern Life: The Camden Town Group, su tate.org.uk.
- Wendy Baron, Camden Town Recalled, su tate.org.uk.
- Malcolm Easton, The Camden Town Group into the London Group: Some Intimate Glimpses of the Transition 1911–14, su tate.org.uk.
- James Beechey sul The Camden Town Group, su tate.org.uk.